# Juan Pablo Ángel
Juan Pablo Ángel Arango (Medellín, 24 ottobre 1975) è un ex calciatore colombiano, di ruolo attaccante.

## Carriera

### Club
Ha cominciato la carriera professionistica all'Atlético Nacional di Medellín. Nel 1997 viene ceduto al River Plate, società dove mostra il proprio talento e dove è ricordato come uno dei migliori (insieme a Saviola, Ortega e Aimar, formava i "Fantastici quattro"). Il 19 gennaio 2001 si sposta in Europa, all'Aston Villa: con il prezzo di 9,5 milioni di sterline diviene il calciatore più costoso di sempre acquistato dal Villa.
Dopo un inizio in sordina, migliora fino a raggiungere un bottino di 16 gol nella stagione 2003-2004: da allora è andato calando. Nel corso del 2007, complici le buone prestazioni di John Carew, viene lasciato libero dall'Aston Villa e si trasferisce il 19 aprile nei New York Red Bulls della Major League Soccer, dove, in gare di livello internazionale, si è distinto per avere segnato il terzo gol con cui il 22 maggio 2010 il club statunitense batté la Juventus per 3-1, dopo i gol prima di Jeremy Hall e successivamente di Conor Chinn.
Dopo la stagione 2010 è diminuita l'opzione del contratto di Angel con i New York Red Bulls e quindi ha partecipato alla MLS 2010 Re-Entry Draft. Il 15 dicembre 2010, Angel è stato scelto dai Los Angeles Galaxy, con decorrenza 1º gennaio 2011.
Il 17 agosto 2011 firma un altro contratto nell'altra sponda degli Stati Uniti e cioè per i Chivas USA.
Nel 2013 torna in Colombia per rivestire la maglia dell'Atlético Nacional. Un anno dopo, nel dicembre 2014, annuncia il suo ritiro.

### Nazionale
Con la maglia della Nazionale colombiana conta 33 presenze e 9 gol.

## Statistiche

### Presenze e reti nei club
| Stagione                  | Squadra                   | Campionato                | Campionato | Campionato |
| Stagione                  | Squadra                   | Cmp.                      | Pres.      | Reti       |
| ------------------------- | ------------------------- | ------------------------- | ---------- | ---------- |
| 1993                      | Atlético Nacional         | FPC                       | 3          | 1          |
| 1994                      | Atlético Nacional         | FPC                       | 32         | 8          |
| 1995                      | Atlético Nacional         | FPC                       | 22         | 0          |
| 1996                      | Atlético Nacional         | FPC                       | 0          | 0          |
| 1997                      | Atlético Nacional         | FPC                       | 23         | 14         |
| Totale Atlético Nacional  | Totale Atlético Nacional  | Totale Atlético Nacional  | 147        | 45         |
| 1997-1998                 | River Plate               | PDA                       | 12         | 2          |
| 1998-1999                 | River Plate               | PDA                       | 31         | 11         |
| 1999-2000                 | River Plate               | PDA                       | 35         | 20         |
| 2000-2001                 | River Plate               | PDA                       | 18         | 13         |
| Totale River Plate        | Totale River Plate        | Totale River Plate        | 91         | 45         |
| 2000-2001                 | Aston Villa               | PL                        | 9          | 1          |
| 2001-2002                 | Aston Villa               | PL                        | 29         | 12         |
| 2002-2003                 | Aston Villa               | PL                        | 15         | 1          |
| 2003-2004                 | Aston Villa               | PL                        | 33         | 16         |
| 2004-2005                 | Aston Villa               | PL                        | 35         | 7          |
| 2005-2006                 | Aston Villa               | PL                        | 31         | 3          |
| 2006-2007                 | Aston Villa               | PL                        | 23         | 4          |
| Totale Aston Villa        | Totale Aston Villa        | Totale Aston Villa        | 175        | 44         |
| 2007                      | New York Red Bulls        | MLS                       | 24         | 19         |
| 2008                      | New York Red Bulls        | MLS                       | 23         | 14         |
| 2009                      | New York Red Bulls        | MLS                       | 25         | 12         |
| 2010                      | New York Red Bulls        | MLS                       | 30         | 13         |
| Totale New York Red Bulls | Totale New York Red Bulls | Totale New York Red Bulls | 102        | 58         |
| 2011                      | Los Angeles Galaxy        | MLS                       | 22         | 3          |
| Totale Los Angeles        | Totale Los Angeles        | Totale Los Angeles        | 22         | 3          |
| 2011                      | Chivas USA                | MLS                       | 1          | 1          |
| Totale carriera           | Totale carriera           | Totale carriera           | 543        | 197        |

## Palmarès

### Club

#### Competizioni nazionali
- Campionato Colombiano: 4

Atlético Nacional: 1994, 2013-I, 2013-II, 2014-I
- Campionato Argentino: 4

River Plate: Clausura 1997, Apertura 1997, Apertura 1999, Clausura 2000

#### Competizioni internazionali
- Copa Interamericana: 1

Atlético Nacional: 1995
- Supercoppa Sudamericana: 1

River Plate: 1997
- Coppa Intertoto UEFA: 1

Aston Villa: 2001

### Individuale
- Capocannoniere della Football League Cup: 1

2003-2004 (7 gol)